# Noctuelia sorhageni
Noctuelia sorhageni là một loài bướm đêm trong họ Crambidae.